# Hành vi vi phạm môi trường
Hành vi vi phạm môi trường là các hành vi vi phạm pháp luật xâm hại trực tiếp đến môi trường. Các cơ quan quốc tế như G8, Interpol, Liên minh Châu Âu, Chương trình Môi trường của Liên hợp quốc và Viện Nghiên cứu Tội phạm và Tư pháp liên vùng của Liên hợp quốc đã công nhận các hành vi phạm pháp đối với môi trường sau:
- Buôn bán trái phép các loài động vật hoang dã có nguy cơ tuyệt chủng trái với Công ước về buôn bán quốc tế các loài động, thực vật nguy cấp (CITES);
- Buôn lậu các chất làm suy giảm tầng ôzôn (ODS) trái với Nghị định thư Montreal năm 1987 về các chất làm suy giảm tầng ôzôn;
- Bán phá giá và buôn bán bất hợp pháp các chất thải nguy hại trái với Công ước Basel năm 1989 về kiểm soát sự di chuyển xuyên biên giới của chất thải nguy hại và các chất thải khác và việc thải bỏ chúng;
- Đánh bắt bất hợp pháp, không báo cáo và không được kiểm soát trái với sự kiểm soát của các tổ chức quản lý nghề cá khu vực khác nhau;
- Khai thác gỗ bất hợp pháp và buôn bán gỗ trộm cắp có liên quan vi phạm luật pháp quốc gia.[1]

Những hành vi này đều có khả năng bị khởi tố. Interpol tạo điều kiện thuận lợi cho cảnh sát quốc tế hợp tác và hỗ trợ các nước thành viên thực thi hiệu quả các luật và hiệp ước môi trường quốc gia và quốc tế. Interpol bắt đầu chống lại các hành vi vi phạm môi trường vào năm 1992.

## Chi phí
Các băng nhóm tội phạm quốc tế và các nhóm kiếm lợi từ việc cướp bóc tài nguyên thiên nhiên và những khoản lợi nhuận bất hợp pháp này đang tăng vọt. Khủng bố và thậm chí các cuộc nội chiến là hậu quả của việc vi phạm môi trường. Theo UNEP và Interpol, vào tháng 6 năm 2016, giá trị tội phạm môi trường lớn hơn 26% so với ước tính trước đó, ở mức 91–258 tỷ USD, so với 70–213 tỷ USD năm 2014, vượt xa buôn bán vũ khí cỡ nhỏ bất hợp pháp. Hơn một nửa số tiền này có thể là do khai thác và phá rừng trái phép.

## Truy tố bởiICC
Vào tháng 9 năm 2016, Tòa án Hình sự Quốc tế đặt tại The Hague thông báo sẽ truy tố chính phủ và các cá nhân về những vi phạm đối với môi trường. Theo Tiêu chí lựa chọn trường hợp được công bố trong Chính sách về việc lựa chọn và ưu tiên trường hợp của ICC vào ngày 15 tháng 9 năm 2016, Văn phòng sẽ xem xét cụ thể việc truy tố các hành vi vi phạm theo Quy chế Rome.

## Tại một vài quốc gia

### Hoa Kỳ
Các khu vực bị bỏ hoang hoặc ít được sử dụng trở thành các khu vực đổ rác phổ biến ở Mỹ - đặc biệt là các tuyến đường sắt. Hơn 10 triệu đô la mỗi năm được sử dụng để dọn sạch các bãi rác bất hợp pháp ở thị trấn gây ô nhiễm. Một tổ chức nhỏ, CSXT Cảnh sát Môi trường Tội phạm, đã được thành lập để ngăn chặn việc đổ rác thải ra đường sắt.
Kể từ khi Văn phòng Thi hành án Hình sự của Cơ quan Bảo vệ Môi trường được thành lập vào năm 1982, số hành vi bất hợp pháp với môi trường bị truy tố gia tăng đều. Điều này bao gồm việc truy tố các công ty đã đổ hoặc gây tràn dầu trái phép. Ở cấp liên bang, trong khi EPA giám sát các cuộc điều tra, các vụ truy tố thường được đưa ra bởi Bộ Tư pháp Hoa Kỳ, thông qua Bộ phận Tội phạm Môi trường và/hoặc thông qua một trong 94 Văn phòng Luật sư Hoa Kỳ trên toàn quốc.

### Nigeria
Tại Nigeria, việc thành lập các cơ quan môi trường bắt đầu vào năm 1988 sau sự cố bán phá giá các vật liệu độc hại trong nước bởi những người buôn bán phế liệu quốc tế (vụ Koko khét tiếng). Hiện tại, các cơ quan như Cơ quan Thực thi Quy định và Tiêu chuẩn Môi trường Quốc gia được luật pháp Nigeria trao quyền để quản lý lĩnh vực môi trường. Cơ quan này hợp tác với các cơ quan khác của chính phủ như hải quan, cảnh sát, tình báo quân đội, v.v., đã bắt giữ thành công các sản phẩm động vật hoang dã bị buôn bán trái phép và truy tố một số người, kể cả những người không có quốc tịch.

## Thực thi
Việc thực thi hiệu quả các luật môi trường vô cùng quan trọng đối với bất kỳ chế độ bảo vệ nào được lập ra để bảo vệ môi trường. Trong những ngày đầu của pháp luật về môi trường, các hành vi vi phạm chủ yếu bị phạt dân sự hoặc phạt tiền không đáng kể. Ban đầu, các luật và quy định về môi trường có rất ít hoặc không thể thúc đẩy các tập đoàn, cá nhân hoặc chính phủ tuân thủ luật môi trường. Thật vậy, nguyên nhân chính dẫn đến thất bại của luật bảo vệ môi trường Hoa Kỳ là tính chất dân sự của các hành động thi hành luật theo liên bang. Hình thức xử phạt chính là nộp tiền phạt, điều mà nhiều tập đoàn coi như một chi phí kinh doanh. Luật hình sự môi trường bao gồm phạm vi hẹp hơn. Cốt lõi của nó bao gồm các điều khoản hình sự của tám đạo luật liên bang được thông qua chủ yếu vào những năm 1970 và được sửa đổi trong hai thập kỷ qua.
Trong nhiều trường hợp, đặc biệt là các tập đoàn nhận thấy việc tiếp tục gây ô nhiễm nhiều hơn mức luật pháp cho phép thậm chí sẽ tiết kiệm chi phí hơn vì họ chỉ cần trả một khoản tiền phạt bất kì nếu công ty thực sự bị phát hiện và bị kết tội vi phạm luật hoặc quy định về môi trường. Ngược lại, các tập đoàn không khuyến khích tuân thủ các luật hoặc quy định về môi trường vì việc tuân thủ thường làm tăng chi phí hoạt động của họ, điều này có nghĩa là nhiều tập đoàn tuân theo luật môi trường, dù là vì nghĩa vụ pháp lý hay nghĩa vụ công, đều bị thiệt thòi và mất lợi thế cạnh tranh. Hậu quả các đối thủ khác - những công ty không coi trọng luật và quy định về môi trường cạnh tranh khốc liệt. Do luật pháp về môi trường yếu kém và chịu dư luận bất lợi về việc quản lý môi trường, nhiều chính phủ đã thiết lập các chế độ thực thi pháp luật về môi trường khác nhau để tăng quyền hạn pháp lý của các nhà điều tra môi trường lên đáng kể. Việc áp dụng các biện pháp trừng phạt hình sự, tăng tiền phạt cùng với việc có thể bỏ tù các nhân viên doanh nghiệp đã làm thay đổi cục diện của việc thực thi pháp luật về môi trường. Ví dụ, từ năm 1983 đến năm 1990, Bộ Tư pháp Hoa Kỳ đã thu được 57.358.404,00 đô la tiền phạt hình sự và tuyên án tù cho 55% bị cáo bị buộc tội vi phạm môi trường.
Việc thực thi các luật và quy định về môi trường là một phần quan trọng trong việc bảo vệ môi trường và giảm tác hại đến môi trường. Điều này thường được hoàn thành bởi các cơ quan thực thi pháp luật về môi trường hoạt động ở cấp độ Quốc tế, Khu vực, Quốc gia, Tiểu bang và Địa phương. Ví dụ, tại một mức độ nào đó, các cơ quan thực thi pháp luật về môi trường hoạt động ở cấp quốc tế trong khi các cơ quan khác chỉ hoạt động ở cấp địa phương. Hơn nữa, các cơ quan thực thi pháp luật về môi trường sử dụng các phương pháp thi hành luật khác nhau để đảm bảo tuân thủ pháp luật về môi trường. Trong một số trường hợp, các cơ quan thi hành dựa trên quyền được cưỡng chế yêu cầu tuân thủ luật môi trường, trong khi những cơ quan khác sử dụng chiến lược hòa giải và giáo dục để thuyết phục các cá nhân, tổ chức và chính phủ tuân thủ. Ngoài ra, nó đã làm tăng nhu cầu hợp tác giữa các cơ quan trị an khác nhau. Các cơ quan thực thi pháp luật về môi trường và dịch vụ cảnh sát không hoạt động trong môi trường chân không; các công cụ lập pháp mà các hệ thống chính trị thực hiện chi phối các hoạt động và trách nhiệm của họ trong xã hội. Tuy nhiên, bề ngoài thì các công cụ lập pháp do các chính phủ thực hiện sẽ quyết định nhiều chiến lược mà các cơ quan cảnh sát sử dụng trong việc bảo vệ môi trường. Nhìn chung, các công cụ lập pháp Quốc tế, Khu vực, Quốc gia và Tiểu bang được thiết kế để đảm bảo các ngành, cá nhân và chính phủ tuân thủ các nghĩa vụ môi trường khác nhau được đưa vào các quy chế và luật quốc gia. Ngoài ra còn, các công cụ pháp lý và hiệp ước quốc tế cũng ảnh hưởng đến cách các quốc gia có chủ quyền giải quyết các vấn đề môi trường.

## Tội phạm môi trường học
Tội phạm môi trường học nghiên cứu các khái niệm về tội ác, tội phạm và các hành vi gây tổn hại đối với môi trường và nghiên cứu vai trò của xã hội bao gồm các tập đoàn, chính phủ và cộng đồng trong việc gây tác hại đến môi trường. Tội phạm học hiện đang dần nhận ra tác động của con người đến môi trường, cách các cơ quan thực thi pháp luật và cơ quan tư pháp đo lường tác hại đối với môi trường và đưa ra các biện pháp trừng phạt đối với người vi phạm.

## Liên kết ngoại
- Interpol - trang tội phạm môi trường
- Tội phạm môi trường-Chợ đen Havocscope -Thống kê và dữ liệu về tội phạm môi trường
- Hệ thống giám sát thực thi động vật hoang dã
- Viện Tội phạm học Úc
- Giám sát và Thực thi Chính sách Khí hậu